# Gravity (Zlata Ohnevitsj)
Gravity is een single van de Oekraïense zangeres Zlata Ohnevitsj. Het was de Oekraïense inzending voor het Eurovisiesongfestival 2013 in Malmö, Zweden. Met het nummer werd de derde plaats behaald. Het is geschreven door Mikhail Nekrasov en Karen Kavalerjan.